# Отворено првенство Катара за мушкарце 2001.
Отворено првенство Катара за мушкарце 2001 (познат и под називом Qatar ExxonMobil Open 2001) је био тениски турнир који је припадао АТП Интернационалној серији у сезони 2001. То је било девето издање турнира који се одржао на тениском комплексу у Дохи у Катару од 1. јануара 2001. — 7. јануара 2001. на тврдој подлози.

## Носиоци
| Држава | Играч               | Позиција1 | Носилац |
| ------ | ------------------- | --------- | ------- |
| РУС    | Јевгениј Кафељников | 5         | 1       |
| НЕМ    | Никола Кифер        | 20        | 2       |
| ХОЛ    | Шенг Схалкен        | 22        | 3       |
| МАР    | Јунес ел Ајнауи     | 25        | 4       |
| ШВА    | Марк Розе           | 28        | 5       |
| МАР    | Хишам Арази         | 30        | 6       |
| ФРА    | Фабрис Санторо      | 31        | 7       |
| АРГ    | Гастон Гаудио       | 34        | 8       |

- 1 Позиције од 25. децембра 2000.[1]

### Други учесници
Следећи играчи су добили специјалну позивницу за учешће у појединачној конкуренцији:
- Султан Халфан
- Јунес ел Ајнауи
- Горан Иванишевић

Следећи играчи су ушли на турнир кроз квалификације:
- Фредрик Јонсон
- Никола Кутло
- Ненад Зимоњић
- Бохдан Улихрах

## Носиоци у конкуренцији парова
| Држава | Играч               | Држава | Играч          | Носиоци |
| ------ | ------------------- | ------ | -------------- | ------- |
| РУС    | Јевгениј Кафељников | БЛР    | Макс Мирни     | 1       |
| БАХ    | Марк Ноулз          | КАН    | Данијел Нестор | 2       |
| НЕМ    | Давид Принозил      | СЦГ    | Ненад Зимоњић  | 3       |
| ШВЕ    | Симон Аспелин       | ЧЕШ    | Цирил Сук      | 4       |

### Други учесници
Следећи играчи су добили специјалну позивницу за учешће у конкуренцији парова:
- Султан Хафлан/ Насер ел-Кулафи

## Шампиони

### Појединачно
Марсело Риос је победио  Бохдана Улихраха са 6:3, 2:6, 6:3.
- Сантору је то била једна (од две) титуле те сезоне и 17-та (од 18) у каријери.

### Парови
Марк Ноулз /  Данијел Нестор су победили  Ђоана Балселса /  Андреј Ољховски са 6:3, 6:1.
- Ноулзу је то била прва (од три) титуле те сезоне и 15-та (од 55) у каријери.
- Нестору је то била прва (од четири) титуле те сезоне и 17-та у каријери.